# George I. Mavrodes
George I. Mavrodes (23 de noviembre de 1926 – 31 de julio de 2019) es un profesor de filosofía en la Universidad de Míchigan y autor de la obra Creer en Dios: Un estudio sobre la epistemilogía de la religión, (inglés: Belief in God: A Study in the Epistemology of Religion).

## Obras
El profesor Mavrodes es autor de los libros Creer en Dios: Un Estudio de la Epistemiología de la Religión (1970) y Revelación en la creencia religiosa (1988). Ha escrito más de 100 artículos que abarcan temas tales como  revelación, omnipotencia, milagros, resurrección, identidad personal y sobrevivir a la muerte, y fe y razón, como también ética y temas de políticas sociales que se intersectan con la religión y moralidad-aborto, pacifismo, la guerra justa, y nuclear deterrence. El profesor Mavrodes ha sido presidente de la Sociedad de Filosofía de la Religión y de la Sociedad de Filósofos Cristianos. Como miembro del Comité Ejecutivo de la Sociedad Teológica Norteamericana. El profesor Mavrodes ha desempeñado tareas editoriales con las siguientes publicaciones: American Philosophical Quarterly, Faith and Philosophy, y The Reformed Journal. 
Una de sus obras más estudiadas es  “Religión and the Queerness of Morality” obra en la cual cuestiona la  "A Free Man's Worship" de Russell.